# Beker van Armenië 2011/12
De beker van Armenië 2011/2012 was de elfde editie van dit voetbalbekertoernooi. Enkel de acht clubs van de Armeense Premier League namen deel. Het toernooi startte op 19 november 2011 en eindigde op 29 april 2012. Sjirak won de finale tegen Impuls met 0-1. De wedstrijd wordt bekeken door 3.000 toeschouwers. De wedstrijd werd gefloten door Andrea De Marco.

## Kwart finale
1e wedstrijd
| 19 & 20 november 2011 |       |                 |
| Gandzasar Kapan       | 0 – 1 | Impuls          |
| Ulisses FC            | 3 – 1 | Ararat Jerevan  |
| Sjirak Gjoemri        | 2 – 1 | Banants Jerevan |
| Pjoenik Jerevan       | 0 – 0 | MIKA Asjtarak   |

2e wedstrijd
| 23 & 24 november 2011 |       |                 |
| Gandzasar Kapan       | 0 – 1 | Impuls          |
| Ulisses FC            | 2 – 3 | Ararat Jerevan  |
| Sjirak Gjoemri        | 0 – 0 | Banants Jerevan |
| Pjoenik Jerevan       | 1 – 3 | MIKA Asjtarak   |

## halve finale
1e wedstrijd
| 17 maart 2012  |       |               |
| Impuls         | 2 – 1 | Ulisses FC    |
| Sjirak Gjoemri | 0 – 1 | MIKA Asjtarak |

2e wedstrijd
| 11 april 2012   |       |               |
| Impuls          | 0 – 0 | Ulisses FC    |
| Sjirak Gjoemri* | 2 – 1 | MIKA Asjtarak |

- Shirak gaat door vanwege uit doelpunt.

## Finale
| 29 april 2012 |       |               |
| Impuls        | 0 – 1 | Shirak Gyumri |

1992 · 
1993 · 
1994 · 
1995 · 
1996 · 
1997 · 
1998 · 
1999 · 
2000 · 
2001 · 
2002 · 
2003 · 
2004 · 
2005 · 
2006 · 
2007 · 
2008 · 
2009 · 
2010 · 
2011 · 
2011/12 · 
2012/13 · 
2013/14 · 
2014/15 ·
2015/16 ·
2016/17 ·
2017/18 ·
2018/19 ·
2019/20 ·
2020/21